# リチャード・コードレイ
リチャード・コードレイ（英語: Richard Cordray、1959年5月3日 - ）は、アメリカ合衆国の政治家。

## 経歴
オハイオ州グローヴ・シティ生まれ。1991年よりオハイオ州第33区選出の議員として州下院議員に当選して政界入りし、以降はオハイオ州訟務長官（初代：1993-1994年）、フランクリン郡財務官（2002-2007年）、オハイオ州財務官（第46代：2007-2009年）、オハイオ州検事総長（司法長官、第49代：2009-2011年）など要職を歴任した。
2011年7月21日に発足するアメリカ合衆国消費者金融保護局の初代局長に任命されるも議会の承認が得られず、2012年1月4日、バラク・オバマ大統領による休会任命により就任した。2013年1月、オバマ大統領より、アメリカ合衆国消費者金融保護局長に再指名された。同年7月、アメリカ合衆国上院で66対34の賛成多数で就任が承認された。2017年11月24日、局長を辞任すると発表した。辞任に当たり、コードレイは局長代理にレアンドラ・イングリッシュ副局長を指名したが、ドナルド・トランプ大統領はミック・マルバニー行政管理予算局長に兼務させる人事を発令し、暫定的なトップを誰が務めるかを巡り混乱が発生した。